# NGC 4436
NGC 4436 is een lensvormig sterrenstelsel in het sterrenbeeld Maagd. Het hemelobject werd op 17 april 1784 ontdekt door de Duits-Britse astronoom William Herschel.

## Synoniemen
- UGC 7573
- MCG 2-32-66
- ZWG 70.96
- VCC 1036
- PGC 40903